# Маркос, Фердинанд
Фердина́нд Эммануэ́ль Эдра́лин Ма́ркос (исп. , англ. и там. Ferdinand Emmanuel Edralin Marcos; 11 сентября 1917, Северный Илокос, Филиппины — 28 сентября 1989, Гонолулу, Гавайи, США) — филиппинский государственный и политический деятель. Президент Филиппин (1965—1986).

## Происхождение
Родился 11 сентября 1917 года в Саррате — небольшом местечке в провинции Северный Илокос. Его отец, дон Мариано Маркос, был учителем, адвокатом и «пулитико» (политическим военачальником) в главном городе провинции — Лаоаге, затем губернатором провинции Давао на острове Минданао. Мать, донья Хосефа Эдралин, дочь богатого помещика, после окончания школы преподавала в младших классах. По примеру родителей Фердинанд сделался ярым приверженцем Римско-католической церкви. Он никогда не курил, не пил, вёл здоровый образ жизни, уважал филиппинские обычаи. Говорил на трёх языках — родном илоканском, испанском и английском.

## Молодость
В 1939 году Маркос окончил Юридический колледж государственного Университета Филиппин, получил диплом бакалавра права с отличием, и в том же году был первым в списке тех, кто сдавал экзамены на звание магистра. Маркос стал одним из студенческих лидеров — он прекрасно выступал на митингах, водил студенческие демонстрации к президентскому дворцу Малаканьянгу, в котором ему предстояло поселиться спустя четверть века. Как и в школе, в университете он удостоился почти всех высших наград — медали Кесона за красноречие, медали Лауреля за выдающееся мастерство в судебной практике, кубка Авансеньи за умелое владение полемикой, а также золотой медали за успехи в освоении военной науки. По обвинению в убийстве политического соперника своего отца он был арестован и приговорён к пожизненному заключению, но на повторном процессе так умело защищался, что после пересмотра дела обвинение было снято.

## Участие во Второй мировой войне
Война на Тихом океане застала Маркоса в звании лейтенанта армейской разведки. По официальной версии, он участвовал в рейдах по тылам врага, был среди защитников полуострова Баатан и острова Коррехидор — последней опоры американских и филиппинских войск на Филиппинских островах. В числе 36 тысяч пленных, из которых по дороге, под палящим солнцем погибли 25 тысяч, Маркос прошёл знаменитый «марш смерти» до концлагеря Кэмп О’Доннел в Капасе. Бежал из плена, присоединился к партизанам Северного Лусона и закончил войну в звании майора, получив 28 воинских наград — больше, чем кто-либо из его соотечественников. При освобождении страны в 1944—1945 годах он состоял в военно-юридической службе ЮСАФФЕ, был членом Партизанского совета Северного Лусона по проверке политической благонадёжности.

## Путь к власти
После провозглашения независимой Республики Филиппины Маркос в 1946—1948 годах служил техническим помощником президента Мануэля Рохас-и-Акунья. В 27-летнем возрасте отставной майор Маркос возглавлял гражданскую администрацию Северного Лусона, руководил Илоканским районом, ставшим на долгие годы прочной базой его политической карьеры, удачное начало которой многие связывают с его умением общаться с избирателями. В 1949 году Маркос впервые избирается в Палату представителей Конгресса Филиппин от Северного Илокоса, получив 70 процентов голосов. «Голосуйте за меня — убеждал он избирателей на предвыборных митингах — и через 15 лет вы будете иметь илоканского президента». В свои 32 года он оказался самым молодым среди филиппинских конгрессменов того времени. В 1953 году он вновь был избран в Конгресс. Его деятельность в Пресс-клубе Конгресса, в комитетах и комиссиях (он был председателем Комитета по торговле и промышленности, членом Избирательного суда, а также комитетов по гражданской службе, экономическому планированию, комитета ветеранов войны) была высоко оценена выдвижением в число «десяти выдающихся конгрессменов». Газета «Манила Таймс» писала: «Маркос играет важную роль в воспитании чувства долга в нижней палате».
В 1959 году Маркос избирается в Сенат. Он становится «признанным лидером Севера», в особенности илоканцев, третьей по численности национальной группы Филиппин. Будучи членом Конгресса, он имел возможность в непосредственной близости наблюдать деятельность трёх президентов страны — Эльпидио Кирино, Рамона Магсайсайи и Карлоса Гарсии. В качестве вице-президента Либеральной партии он был одним из руководителей оппозиции по отношению к Диосдао Макапагалу, своему непосредственному предшественнику, избранному в 1961 году.
С 1963 по 1965 год Маркос занимал пост председателя сената. В 1965 году он баллотировался в президенты, его предвыборная кампания планировалась как крупномасштабная операция — он выступал с зажигательными речами об «этике свободы — не свободы уединения, а свободы борьбы». Три срока в Палате представителей, один — в Сенате, руководство Либеральной партией, прекрасное происхождение, героическая биография, красавица жена, трое милых детей — всё это делало Маркоса несомненным претендентом на президентский пост.
В 1965 году Маркос победил своего соперника Макапагала, в мгновение ока изменив своей партии и став кандидатом Партии националистов, следуя примеру У. Черчилля (в зависимости от политической конъюнктуры, переходившего из Консервативной партии в Либеральную и обратно), но тем самым ставя своеобразный рекорд филиппинского политиканства.

## Президентство (1965—1972)
Маркос принял присягу в качестве президента 30 сентября 1965 года. Приняв «руководство нацией в кризисной обстановке», он заявил в своём послании Конгрессу: «Нам не следует надеяться на чью-либо помощь. Мы должны рассчитывать только на самих себя, чтобы собственным трудом поднять экономику, улучшить условия жизни народа, проводить политику национальной консолидации внутри страны и независимую внешнюю политику». Из мероприятий, принятых в первый срок пребывания Маркоса на посту президента, выделяется «программа развития инфраструктуры», которая, в отличие от прежней экономической политики, в равной степени затронула все основные острова Филиппинского архипелага.
Переизбранный в 1969 году подавляющим большинством голосов на второй срок (на этот раз ему противостоял Серхио Осменья-младший, сын первого вице-президента, однако Маркоса неожиданно поддержал крупный либеральный политик Корнелио Вильяреаль), Маркос провозгласил намерение решить наиболее серьёзные и трудные проблемы: ликвидировать бедность, социальное неравенство, преодолеть застой в сельскохозяйственном производстве. Он начал проведение активной «личной дипломатии», отказавшись поддержать политику «холодной войны» и поставив целью консолидацию региона Юго-Восточной Азии. По мнению его противников, уже в то время у него начало проявляться стремление к абсолютной власти и нетерпимость к инакомыслию — предвыборная кампания 1969 года, по их мнению, была отмечена запугиваниями, подкупом и подтасовкой голосов избирателей. Хотя все эти черты присутствовали в филиппинской политике до «эры Маркоса» и продолжились после его свержения.

## Режим личной власти Маркоса (1972—1986 гг.)
В 1972 году обострились отношения Маркоса с Конгрессом и политическими партиями. В этих условиях 21 сентября 1972 года президент объявил чрезвычайное положение в стране и отменил конституцию. Уже к 1973 году Маркосу удалось достичь благоприятного баланса во внешней торговле, увеличить на 60 процентов налоговые поступления, разработать и осуществить начальный этап радикальной земельной реформы, создать широкую политическую и административную базу для дальнейших преобразований и преодоления общего экономического застоя. Наиболее значительным мероприятием его правительства стало создание Национального управления экономики и развития, на которое было возложено плановое руководство экономикой. Основным направлением экономической политики был провозглашён «экономический национализм». Маркос объявил о программе создания «нового общества — общества равноправия» и «новой социальной ориентации» для улучшения жизни семей с низкими доходами посредством земельной реформы, занятости, повышения зарплаты.
Считая себя прямым продолжателем революционных традиций 1896 года, Маркос использовал любую возможность, чтобы приобщиться к славе Хосе Рисаля, Аполлинарио Мабини и других деятелей филиппинского освободительного движения. Судя по всему, он заранее готовился к введению чрезвычайного положения, поскольку его объявлению предшествовало опубликование одной из первых его книг — «Революция сегодня — это демократия» (1971), где он широко цитировал Маркса и Энгельса (в том числе «Манифест коммунистической партии»), Адама Смита, якобинцев, деятелей филиппинской антииспанской революции, а также Папу Римского Павла VI. В этой книге он провозгласил «демократическую революцию из центра», которая толковалась двояко: как революция сверху типа «белой шахской революции» и как революция из гущи народных масс. Впоследствии все его писания торжественно посвящались филиппинскому народу, а самого его после «демократической революции 1972 года», как он именовал совершённый им переворот (введение чрезвычайного положения), всё чаще стали угодливо называть «отцом народа» (Имельду — соответственно «матерью») и «вождём нации».
В 1973 году Маркос ввёл новую Конституцию (четвёртую с 1898 года). На протяжении своего правления им практиковались референдумы (конституционный референдум 1973, референдум 1973 (июль), референдум о законодательной и исполнительной власти 1975, конституционный референдум 1976, конституционный референдум 1977, конституционный референдум 1981, референдум 1981 (июнь)), которые, как и выборы, проходили под наблюдением военных. Провозглашая главной задачей достижение политического и экономического равенства, обеспечение прав человека, он отправил в тюрьму по различным уголовным обвинениям большинство оппозиционных ему деятелей, в частности — генерального секретаря Либеральной партии Бенигно Акино, а также видных представителей академического мира, журналистов, промышленников, нередко прибегая к экспроприации их собственности. Многие деятели, спасаясь от преследований, были вынуждены эмигрировать.
В 1974 году была легализована Коммунистическая партия Филиппин, коммунисты выпущены из тюрем, а партия прекратила вооружённую борьбу. Президент констатировал, что «лидеры Компартии Филиппин прекратили антиправительственную деятельность и сдались правительству». В 1976 году Маркос совершил визит в Москву, в ходе которого были установлены дипломатические отношения между СССР и Филиппинами.
«Более коварной опасностью» для правительства, нежели коммунистическое и повстанческое движение, Маркос считал «действующие с помощью легальных средств правые группы». Ему также удалось в основном справиться с «частными армиями», обладавшими большим числом единиц огнестрельного оружия, чем вооружённые силы государства, и «политическими военачальниками» — так называемыми «пулитико», торговавшими властью в филиппинском обществе, а также сократить организованную преступность за счёт непосредственной опоры на военных. Ему удалось и локализовать сепаратистское движение на островах Минданао и Сулу, хотя и в значительно меньшей степени.
В феврале 1978 года Маркос основал Движение нового общества (Kilusang Bagong Lipunan, KBL), ставшее правящим в стране.
За пять лет строительства «нового общества» государственный бюджет вырос в 4 раза и достиг к 1978 году 32,8 миллиарда песо, к 1984 году планировалось в основном завершить электрификацию всех городов и деревень страны. Маркос призывал совершить «демократическую революцию из центра» с перераспределением частной собственности и богатства. «Наше общество должно выбрать — заявил в те дни президент — между демократизацией богатства и его уничтожением. Нашему обществу необходимы коренные, фундаментальные изменения. И следовательно, революция неизбежна». Провести её он предлагал мирным путём, обеспечив «преобладание прав человека для всего народа над правами немногих».
В 1981 году Маркос издал «прокламацию номер 2045», отменив действовавшее с 1972 года военное положение, и добился впечатляющей победы на выборах, которые, правда, почти полностью бойкотировала оппозиция. 21 августа 1983 года был убит Бенигно Акино, давний соперник Маркоса, которого считали единственно способным возглавить и объединить оппозицию маркосовскому режиму. Обстоятельства убийства косвенно указывали на причастность властей к убийству популярного соперника диктатора, но железных доказательств этому не найдено до сих пор.

## Падение режима (1986 г.)
7 февраля 1986 года прошли досрочные президентские выборы. Противником Маркоса была Корасон Акино, вдова Бенигно Акино. Подтасовки результатов были отмечены с обеих сторон. Победителем объявили Маркоса, но Корасон Акино призвала к массовому протесту и получила мощную поддержку католической церкви, а затем и армии. В стране начались волнения, произошёл военный переворот. Маркос бежал на Гавайи, в США. Корасон Акино и министр национальной обороны Фидель Рамос провели чистку армии от его сторонников.

## Последние годы в изгнании (1986—1989)
Последние годы жизни Маркоса на Гавайях омрачены были тяжёлой болезнью почек и оторванностью от родины.
Новый президент Филиппин Корасон Акино не разрешила ни Маркосу, ни членам его семьи приехать на Филиппины на похороны его матери доньи Хосефы Эдралин-Маркос, которая умерла 4 мая 1988 года. Когда Маркос, находясь уже в тяжёлом состоянии, захотел вернуться на родину и умереть в своём родном городе Саррате, ему также было отказано. Проблема возвращения смертельно больного Маркоса серьёзно беспокоила политические круги страны. По этому поводу даже собирался Совет национальной безопасности. Однако вечером 28 сентября 1989 года на Филиппины с Гавайев пришло ожидаемое известие о смерти бывшего президента, которому незадолго до этого исполнилось 72 года.
Правительство Акино не разрешило вернуть тело Маркоса на родину. 15 октября 1989 года Маркос был похоронен на Гавайях. Его тело было доставлено на Филиппины только через четыре года во время президентства Фиделя Рамоса.  Останки Маркоса были захоронены в склепе в Северном Илокос, где его сын Фердинанд-младший был губернатором.
В августе 2016 года президентом страны Родриго Дутерте было принято решение перезахоронить Маркоса с военными почестями на Кладбище Героев в Тагиге. Это вызвало недовольство среди части граждан страны, считающих Маркоса государственным преступником. Во избежание массовых протестов, останки диктатора были доставлены на кладбище незадолго до начала торжественной церемонии захоронения, прошедшей 18 ноября 2016 года.

## Злоупотребление властью и культ личности Маркоса
В борьбе за «счастье народа» Маркос и его семейство не забывали и о себе. Их «личная экономика» состояла из множества процветающих предприятий промышленности и сфер обслуживания, оформленных на имя родственников и знакомых. Провинциальный американский журнал «Сан-Хосе Меркури ньюс» в 1985 году в серии нашумевших статей попытался описать механизм огромного обогащения «первой четы», в особенности в тех сферах, которые связаны с США. Но он так и не смог определить его источников, и до настоящего времени количество «денег Маркоса» оценивается от 5 до 10 миллиардов долларов. Несмотря на морально-этическое осуждение «личной экономики» президента, очевидно, что с точки зрения права её нельзя идентифицировать с казнокрадством или «грабежом». Швейцарские банки после свержения Маркоса заморозили счета его семейства, но отказались принять иск правительства Акино как недостаточно обоснованный, и не признали эти вклады собственностью Филиппин. Специальная президентская комиссия «по добропорядочному управлению» к августу 1987 года возбудила против бывшего президента, его супруги и 300 лиц из их окружения 35 дел о возмещении якобы нанесённого ими государству финансового ущерба на общую сумму в 90 миллиардов долларов. Особый интерес вызывает вопрос о так называемом «золоте Маркоса»: сокровища, награбленные японскими вооружёнными силами в азиатских странах во время Второй мировой войны и погребённые японским главнокомандующим Томоюки Ямаситой на филиппинских островах, место нахождения которых стало известно Маркосу, оказались якобы в его распоряжении в 1975 году. При этом официальный президентский оклад Маркоса оставался неизменным с самого начала его правления.
С 1977 года президент с каждым годом всё более откровенно злоупотреблял властью. Фердинанд-младший возглавил одну из провинций в Илокосе в 20-летнем возрасте, обучаясь при этом в университете в США; старшая дочь, Имельда-младшая, руководила официальным «Советом молодёжи», вторая, Ирэн уже в 20-летнем возрасте дирижировала Манильским симфоническим оркестром. Брат Имельды, Бенджамин Ромуальдес, был послом Республики Филиппины в КНР, а затем в США. Своего друга детства из Саррата, Фабиана Вэра, он последовательно назначал на различные посты: от личного президентского шофёра до начальника Генерального штаба филиппинской армии. Кстати, вооружённые силы при Маркосе возросли в 2 раза, составив 112 800 человек; было значительно увеличено денежное содержание для солдат и офицеров. При этом следует оговориться, что в принципе «семейственность», «клановость» филиппинцы не считают предосудительной, однако Маркос перешёл, по-видимому, какие-то границы.
В провинциальном центре Северного Илокоса Маркос открыл новый Университет им. дона Мариано, своего отца, на базе… средней школы. На острове Палаван был основан город Маркос, одно из местечек на острове Ромблон было названо Имельда. Их именами назывались улицы, площади, колледжи, дворцы, конкурсы и фестивали искусств.
С Маркосом приятельствовали многие знаменитости его времени, его восхваляли как искренние почитатели (и на Филиппинах, и в США и остальном мире), так и специально нанятые с этой целью журналисты, писатели, художники, музыканты, скульпторы, архитекторы. Огромный портрет Ф. Маркоса был выбит в скале в горах Северного Лусона.

## Награды
- Япония: Высший орден Хризантемы (1966)[2]
- Испания:
  - Крест Военных заслуг (Испания)[3]
  - Орден Изабеллы Католической (1969)[4]
- Румыния: Кавалер ордена Звезды Румынии 1 степени[5]
- Сингапур: Орден Темасека[6]
- Мальтийский орден: Орден Заслуг pro Merito Melitensi[4]
- США:
  - Крест «За выдающиеся заслуги»
  - Медаль Почёта[7]
  - Крест «За выдающиеся заслуги» (США)
- Таиланд : Орден Раджамитрабхорна (1968)[8]